# Список Героев Советского Союза (Попов — Просолов)
В настоящем списке представлены в алфавитном порядке все Герои Советского Союза, чьи фамилии начинаются с буквы «П» (всего 940 человек, из которых 12 удостоены звания дважды и один — А. И. Покрышкин — трижды). Список содержит даты Указов Президиума Верховного Совета СССР о присвоении звания, информацию о роде войск, должности и воинском звании Героев на дату представления к присвоению звания Героя Советского Союза, годах их жизни.
- Персиковым цветом  в таблице выделены Герои, удостоенные звания дважды и более раз.
- Серым цветом  в таблице выделены Герои, представленные к званию посмертно.

| Навигационная таблица | Навигационная таблица                 |
| --------------------- | ------------------------------------- |
| «П»                   | Павкин Иван — Пантелеев Лев           |
| «П»                   | Пантелькин Анатолий — Перелёт Алексей |
| «П»                   | Перепелица Александр — Петрушин Иван  |
| «П»                   | Петрюк Василий — Плетенской Павел     |
| «П»                   | Плетнёв Пётр — Половинкин Александр   |
| «П»                   | Половинкин Валентин — Попов Николай   |
| «П»                   | Попов Павел — Просолов Иван           |
| «П»                   | Просяник Емельян — Пятяри Иван        |

| № п/п | Фамилия Имя Отчество                                                                   | Дата Указа            | Род войск                          | Должность | Звание                                    | Годы жизни                     | БС ГС НЛ                        |
| ----- | -------------------------------------------------------------------------------------- | --------------------- | ---------------------------------- | --- | ----------------------------------------- | ------------------------------ | ------------------------------- |
| 704   | Попов Павел Фомич                                                                      | 17.11.1943            | пехота                             | командир взвода мотострелкового батальона 69-й механизированной бригады 9-го механизированного корпуса 3-й гвардейской танковой армии Воронежского фронта                                                                                   | младший лейтенант                         | 23.12.1906 — 19.03.1944        | [ БС 1 ] [ ГС 1 ] [ НЛ 1 ]      |
| 705   | Попов Пётр Георгиевич                                                                  | 31.05.1945            | артиллерия                         | командир 16-й самоходной артиллерийской бригады 3-й гвардейской танковой армии 1-го Украинского фронта | полковник                                 | 17.10.1914 — 23.04.2000        | [ БС 1 ] [ ГС 2 ] [ НЛ 2 ]      |
| 706   | Попов Пётр Дмитриевич                                                                  | 15.01.1944            | кавалерия                          | коннопосыльный 62-го гвардейского кавалерийского полка 16-й гвардейской кавалерийской дивизии 7-го гвардейского кавалерийского корпуса 61-й армии Центрального фронта                                                                       | гвардии сержант                           | 25.06.1894 — 03.01.1956        | [ БС 1 ] [ ГС 3 ] [ НЛ 3 ]      |
| 707   | Попов Семён Алексеевич                                                                 | 30.10.1943            | пехота                             | стрелок 236-го стрелкового полка 106-й стрелковой дивизии 65-й армии Центрального фронта | красноармеец                              | 12.12.1925 — 15.10.1943        | [ БС 1 ] [ ГС 4 ] [ НЛ 4 ]      |
| 708   | Попов Степан Иванович                                                                  | 27.06.1945            | артиллерия                         | командир батареи 314-го артиллерийского полка 149-й стрелковой дивизии 3-й гвардейской армии 1-го Украинского фронта | старший лейтенант                         | 24.04.1912 — 24.02.1945        | [ БС 1 ] [ ГС 5 ] [ НЛ 5 ]      |
| 709   | Попов Фёдор Григорьевич                                                                | 24.03.1945            | пехота                             | командир роты 759-го стрелкового полка 163-й стрелковой дивизии 27-й армии 2-го Украинского фронта | старший лейтенант                         | 17.02.1912 — 04.01.1945        | [ БС 2 ] [ ГС 6 ] [ НЛ 6 ]      |
| 710   | Попов Фёдор Кузьмич                                                                    | 15.01.1944            | пехота                             | стрелок 467-го стрелкового полка 81-й стрелковой дивизии 61-й армии Центрального фронта | красноармеец                              | 08.12.1921 — 10.10.1943        | [ БС 3 ] [ ГС 7 ] [ НЛ 7 ]      |
| 711   | Попова Надежда Васильевна (Попова Анастасия Васильевна)                                | 23.02.1945            | авиация                            | заместитель командира эскадрильи 46-го гвардейского ночного бомбардировочного авиационного полка 325-й ночной бомбардировочной авиационной дивизии 4-й воздушной армии 2-го Белорусского фронта                                             | гвардии старший лейтенант                 | 17.12.1921 — 06.07.2013        | [ БС 3 ] [ ГС 8 ] [ НЛ 8 ]      |
| 712   | Попович Владимир Трофимович укр. Попович Володимир Трохимович                          | 15.05.1946            | авиация                            | командир эскадрильи 44-го гвардейского бомбардировочного авиационного полка 9-й гвардейской бомбардировочной авиационной дивизии 16-й воздушной армии 1-го Белорусского фронта                                                              | гвардии старший лейтенант                 | 14.10.1920 — 22.07.1978        | [ БС 3 ] [ ГС 9 ] [ НЛ 9 ]      |
| 713   | Попович Григорий Данилович укр. Попович Григорій Данилович                             | 14.09.1945            | авиация                            | помощник по лётной подготовке командира 4-го минно-торпедного авиационного полка 2-й минно-торпедной авиационной дивизии ВВС Тихоокеанского флота                                                                                           | майор                                     | 23.04.1905 — 24.09.1966        | [ БС 3 ] [ ГС 10 ] [ НЛ 10 ]    |
| 714   | Попович Павел Романович укр. Попович Павло Романович                                   | 18.08.1962 20.07.1974 | космонавт                          | пилот космического корабля «Восток-4» командир космического корабля «Союз-14» и орбитальной станции «Салют-3» | подполковник полковник                    | 05.10.1930 — 29.09.2009        | ——                              |
| 715   | Поправка Павел Венедиктович укр. Поправка Павло Венедиктович                           | 17.11.1943            | пехота                             | старшина роты 1339-го стрелкового полка 318-й стрелковой дивизии 18-й армии Северо-Кавказского фронта | старшина                                  | 08.08.1914 — 05.01.1994        | [ БС 4 ] [ ГС 12 ] [ НЛ 11 ]    |
| 716   | Попрядухин Александр Иванович                                                          | 19.12.1973            | МВД                                | старший инспектору 127-го отделения милиции Управления внутренних дел города Москвы | старший лейтенант милиции                 | 01.11.1938 — 21.01.2013        | ——                              |
| 717   | Попугаев Алексей Григорьевич                                                           | 15.01.1943            | комиссар                           | комсорг батальона 32-го гвардейского стрелкового полка 12-й гвардейской стрелковой дивизии 61-й армии Центрального фронта | гвардии младший сержант                   | 15.01.1924 — 02.10.1943        | [ БС 5 ] [ ГС 14 ] [ НЛ 12 ]    |
| 718   | Попудренко Николай Никитич укр. Попудренко Микола Микитович                            | 15.08.1943            | партизан                           | один из организаторов партизанского движения на Украине, 1-й секретарь Черниговского подпольного обкома КП(б)У, командир Черниговского партизанского соединения                                                                             | —                                         | 28.12.1906 — 07.07.1943        | ——                              |
| 719   | Пореченков Иван Никандрович                                                            | 09.02.1944            | артиллерия                         | наводчик орудия 12-го истребительно-противотанкового артиллерийского полка РГК в составе войск 1-го Украинского фронта | младший сержант                           | 03.06.1921 — 21.11.1943        | [ БС 5 ] [ ГС 16 ] [ НЛ 13 ]    |
| 720   | Порик Василий Васильевич                                                               | 21.07.1964            | Французское движение сопротивления | актиный участник французского движения Сопротивления, командир партизанского отряда имени Сталина и член Центрального комитета советских пленных во Франции                                                                                 | —                                         | 17.02.1920 — 22.07.1944        | ——                              |
| 721   | Поросенков Павел Фёдорович                                                             | 05.02.1940            | пехота                             | помощник командира взвода 95-го стрелкового полка 104-й горнострелковой дивизии 14-й армии | младший комвзвод                          | 08.10.1912 — 03.01.1976        | [ БС 5 ] [ ГС 18 ] [ НЛ 14 ]    |
| 722   | Портнова Зинаида Мартыновна бел. Партнова Зінаіда Мартынаўна                           | 01.07.1958            | партизан                           | активная участница партизанской борьбы в Белоруссии, разведчица партизанского отряда имени К. Е. Ворошилова | —                                         | 20.02.1926 — 10.01.1944        | ——                              |
| 723   | Портнягин Сергей Николаевич                                                            | 22.02.1944            | пехота                             | командир роты 310-го гвардейского стрелкового полка 110-й гвардейской стрелковой дивизии 37-й армии Степного фронта | гвардии старший лейтенант                 | 17.10.1918 — 23.07.1980        | [ БС 6 ] [ ГС 20 ] [ НЛ 15 ]    |
| 724   | Портянко Андрей Антонович бел. Парцянка Андрэй Антонавіч                               | 19.04.1945            | пехота                             | пулемётчик 113-го стрелкового полка 32-й стрелковой дивизии 4-й ударной армии 1-го Прибалтийского фронта | младший сержант                           | 23.02.1906 — 29.01.1945        | [ БС 7 ] [ ГС 21 ] [ НЛ 16 ]    |
| 725   | Посадский Иван Никитович                                                               | 17.10.1943            | пехота                             | командир 985-го стрелкового полка 226-й стрелковой дивизии 60-й армии Центрального фронта | подполковник                              | 23.09.1900 — 29.09.1943        | [ БС 7 ] [ ГС 22 ] [ НЛ 17 ]    |
| 726   | Посвит Павел Акимович укр. Посвіт Павло Якимович                                       | 24.03.1945            | пехота                             | командир роты 858-го стрелкового полка 283-й стрелковой дивизии 3-й армии 2-го Белорусского фронта | старший лейтенант                         | 06.11.1908 — 03.08.1944        | [ БС 7 ] [ ГС 23 ] [ НЛ 18 ]    |
| 727   | Посконкин Александр Романович (Пасконкин Александр Романович)                          | 21.04.1940            | морской флот                       | помощник командира 130-й батареи 13-го отдельного артиллерийского дивизиона Кронштадтского морского оборонительного района Балтийского флота                                                                                                | краснофлотец                              | 07.01.1919 — 20.09.1973        | ——                              |
| 728   | Поскрёбышев Иван Сергеевич                                                             | 10.04.1945            | пехота                             | пулемётчик 359-го стрелкового полка 50-й стрелковой дивизии 52-й армии 1-го Украинского фронта | младший сержант                           | 20.09.1913 — 07.07.1966        | [ БС 7 ] [ ГС 25 ] [ НЛ 19 ]    |
| 729   | Посохин Николай Григорьевич                                                            | 17.10.1943            | артиллерия                         | командир артиллерийского дивизиона 1-й гвардейской пушечной артиллерийской бригады 1-й гвардейской артиллерийской дивизии прорыва РГК в составе 60-й армии Центрального фронта                                                              | гвардии капитан                           | 26.12.1915 — 15.04.1993        | [ БС 7 ] [ ГС 26 ] [ НЛ 20 ]    |
| 730   | Посохов Григорий Степанович                                                            | 20.12.1943            | пехота                             | командир отделения 845-го стрелкового полка 303-й стрелковой дивизии 57-й армии Степного фронта | старший сержант                           | 26.01.1920 — 04.09.1943        | [ БС 7 ] [ ГС 27 ] [ НЛ 21 ]    |
| 731   | Поспелов Павел Прохорович                                                              | 04.02.1944            | авиация                            | помощник по воздушно-стрелковой службе командира 58-го гвардейского штурмового авиационного полка 2-й гвардейской штурмовой авиационной дивизии 16-й воздушной армии Центрального фронта                                                    | гвардии майор                             | 23.05.1912 — 19.01.1977        | [ БС 7 ] [ ГС 28 ] [ НЛ 22 ]    |
| 732   | Постевой Сергей Игнатьевич                                                             | 13.09.1944            | артиллерия                         | командир миномётного взвода батареи 120-мм миномётов 204-го гвардейского стрелкового полка 69-й гвардейской стрелковой дивизии 4-й гвардейской армии 2-го Украинского фронта                                                                | гвардии лейтенант                         | 07.10.1912 — 26.05.2000        | [ БС 7 ] [ ГС 29 ] [ НЛ 23 ]    |
| 733   | Постнов Алексей Алексеевич                                                             | 24.08.1943            | авиация                            | командир эскадрильи 88-го истребительного авиационного полка 229-й истребительной авиационной дивизии 4-й воздушной армии Северо-Кавказского фронта                                                                                         | старший лейтенант                         | 15.03.1915 — 04.01.2013        | [ БС 9 ] [ ГС 30 ] [ НЛ 24 ]    |
| 734   | Постный Алексей Владимирович укр. Постний Олексій Володимирович                        | 24.12.1943            | артиллерия                         | командир дивизиона 274-го гвардейского лёгкого артиллерийского полка 23-й гвардейской лёгкой артиллерийской бригады 5-й артиллерийской дивизии 4-го артиллерийского корпуса прорыва РГК в составе 65-й армии Центрального фронта            | гвардии капитан                           | 24.09.1910 — 12.04.1945        | [ БС 10 ] [ ГС 31 ] [ НЛ 25 ]   |
| 735   | Потапенко Николай Семёнович укр. Потапенко Микола Семенович                            | 29.10.1943            | пехота                             | командир роты 615-го стрелкового полка 167-й стрелковой дивизии 38-й армии Воронежского фронта | старший лейтенант                         | 12.11.1913 — 29.09.1943        | [ БС 10 ] [ ГС 32 ] [ НЛ 26 ]   |
| 736   | Потапенко Филипп Алексеевич укр. Потапенко Пилип Олексійович                           | 30.10.1943            | пехота                             | исполняющий должность заместителя командира батальона 237-го стрелкового полка 69-й стрелковой дивизии 65-й армии Центрального фронта | капитан                                   | 16.07.1922 — 21.10.1943        | [ БС 10 ] [ ГС 33 ] [ НЛ 27 ]   |
| 737   | Потапов Александр Захарович                                                            | 13.09.1944            | пехота                             | командир батальона 86-го стрелкового полка 180-й стрелковой дивизии 27-й армии 2-го Украинского фронта | капитан                                   | 05.05.1921 — 29.03.1980        | [ БС 10 ] [ ГС 34 ] [ НЛ 28 ]   |
| 738   | Потапов Александр Семёнович                                                            | 14.06.1942            | авиация                            | командир звена 57-го штурмового авиационного полка 8-й бомбардировочной авиационной бригады ВВС Балтийского флота | лейтенант                                 | 08.10.1914 — 12.01.1943        | [ БС 10 ] [ ГС 35 ] [ НЛ 29 ]   |
| 739   | Потапов Василий Абрамович                                                              | 03.06.1944            | танкист                            | командир батальона 59-й гвардейской танковой бригады 8-го гвардейского танкового корпуса 40-й армии Воронежского фронта | гвардии старший лейтенант                 | 27.03.1918 — 05.08.1996        | [ БС 11 ] [ ГС 36 ] [ НЛ 30 ]   |
| 740   | Потапов Дмитрий Капитонович                                                            | 10.01.1944            | пехота                             | командир роты 520-го стрелкового полка 167-й стрелковой дивизии 38-й армии 1-го Украинского фронта | лейтенант                                 | 07.11.1911 — 11.08.1974        | [ БС 12 ] [ ГС 37 ] [ НЛ 31 ]   |
| 741   | Потапов Дмитрий Мефодьевич                                                             | 23.09.1944            | танкист                            | командир танкового взвода 63-й гвардейской танковой бригады 10-го гвардейского танкового корпуса 4-й танковой армии 1-го Украинского фронта                                                                                                 | гвардии старший лейтенант                 | 07.11.1911 — 22.09.1996        | [ БС 12 ] [ ГС 38 ] [ НЛ 32 ]   |
| 742   | Потапов Дмитрий Сергеевич                                                              | 15.05.1946            | пехота                             | командир взвода противотанковых ружей 932-го стрелкового полка 252-й стрелковой дивизии 46-й армии 2-го Украинского фронта | лейтенант                                 | 28.10.1923 — 30.03.1945        | [ БС 12 ] [ ГС 39 ] [ НЛ 33 ]   |
| 743   | Потапов Михаил Феофанович                                                              | 07.08.1943            | артиллерия                         | командир батареи 1188-го истребительно-противотанкового артиллерийского полка 13-й истребительно-противотанковой артиллерийской бригады РГК в составе 2-й танковой армии Центрального фронта                                                | капитан                                   | 23.01.1921 — 08.07.1943        | [ БС 12 ] [ ГС 40 ] [ НЛ 34 ]   |
| 744   | Потапов Пётр Матвеевич                                                                 | 15.05.1946            | авиация                            | заместитель командира и штурман эскадрильи 873-го штурмового авиационного полка 231-й штурмовой авиационной дивизии 5-й воздушной армии 2-го Украинского фронта                                                                             | старший лейтенант                         | 19.12.1917 — 06.01.1945        | [ БС 12 ] [ ГС 41 ] [ НЛ 35 ]   |
| 745   | Потапов Сергей Иванович                                                                | 19.04.1945            | авиация                            | командир звена 15-го гвардейского штурмового авиационного полка 277-й штурмовой авиационной дивизии 13-й воздушной армии Ленинградского фронта                                                                                              | гвардии лейтенант                         | 23.09.1920 — 20.12.1990        | [ БС 12 ] [ ГС 42 ] [ НЛ 36 ]   |
| 746   | Потапов Эдуард Дмитриевич                                                              | 27.06.1945            | пехота                             | командир пулемётного взвода 50-го гвардейского стрелкового полка 15-й гвардейской стрелковой дивизии 5-й гвардейской армии 1-го Украинского фронта                                                                                          | гвардии лейтенант                         | 31.12.1925 — 28.05.1987        | [ БС 12 ] [ ГС 43 ] [ НЛ 37 ]   |
| 747   | Потеев Николай Павлович                                                                | 24.03.1945            | танкист                            | командир роты танков Т-34 117-й танковой бригады 1-го танкового корпуса 6-й гвардейской армии 1-го Прибалтийского фронта | лейтенант                                 | 16.05.1919 — 27.09.1972        | [ БС 13 ] [ ГС 44 ] [ НЛ 38 ]   |
| 748   | Потёмкин Алексей Николаевич                                                            | 19.03.1944            | пехота                             | начальник штаба 78-го гвардейского стрелкового полка 25-й гвардейской стрелковой дивизии 6-й армии Юго-Западного фронта | гвардии майор                             | 26.03.1921 — 25.08.2003        | [ БС 14 ] [ ГС 45 ] [ НЛ 39 ]   |
| 749   | Потёмкин Геннадий Фёдорович укр. Потьомкін Геннадій Федорович                          | 04.06.1944            | пехота                             | командир батальона 940-го стрелкового полка 262-й стрелковой дивизии 43-й армии Калининского фронта | капитан                                   | 23.05.1923 — 18.10.1943        | [ БС 14 ] [ ГС 46 ] [ НЛ 40 ]   |
| 750   | Потёмкин Михаил Яковлевич                                                              | 28.04.1945            | пехота                             | командир 129-го стрелкового полка 93-й стрелковой дивизии 26-й армии 3-го Украинского фронта | майор                                     | 30.09.1917 — 01.04.1945        | [ БС 14 ] [ ГС 47 ] [ НЛ 41 ]   |
| 751   | Потехин Иван Павлович                                                                  | 10.04.1945            | танкист                            | разведчик роты управления 53-й гвардейской танковой бригады 6-го гвардейского танкового корпуса 3-й гвардейской танковой армии 1-го Украинского фронта                                                                                      | гвардии сержант                           | 07.09.1924 — 17.04.2005        | [ БС 14 ] [ ГС 48 ] [ НЛ 42 ]   |
| 752   | Потопольский Андрей Дмитриевич укр. Потопольський Андрій Дмитрович                     | 20.12.1943            | инженер                            | командир 6-го отдельного моторизованного понтонно-мостового батальона 5-й гвардейской армии Степного фронта | майор                                     | 12.12.1907 — 10.07.1982        | [ БС 14 ] [ ГС 49 ] [ НЛ 43 ]   |
| 753   | Потрясов Пётр Алексеевич                                                               | 24.03.1945            | пехота                             | стрелок 588-го стрелкового полка 142-й стрелковой дивизии 23-й армии Ленинградского фронта | красноармеец                              | 10.09.1901 — 01.03.1959        | [ БС 14 ] [ ГС 50 ] [ НЛ 44 ]   |
| 754   | Потужный Николай Никодимович укр. Потужній Микола Никодимович                          | 15.01.1944            | артиллерия                         | командир миномётной роты 342-го гвардейского стрелкового полка 121-й гвардейской стрелковой дивизии 61-й армии Центрального фронта | гвардии капитан                           | 15.03.1919 — 30.09.1943        | [ БС 14 ] [ ГС 51 ] [ НЛ 45 ]   |
| 755   | Потылицын Дмитрий Павлович (Потылицин Дмитрий Павлович)                                | 23.10.1943            | пехота                             | командир батальона 955-го стрелкового полка 309-й стрелковой дивизии 40-й армии Воронежского фронта | капитан                                   | 07.09.1908 — 27.09.1944        | [ БС 14 ] [ ГС 52 ] [ НЛ 46 ]   |
| 756   | Похвалин Василий Алексеевич                                                            | 22.02.1944            | комиссар                           | парторг батальона 184-го гвардейского стрелкового полка 62-й гвардейской стрелковой дивизии 37-й армии Степного фронта | гвардии лейтенант                         | 17.02.1909 — 22.09.1963        | [ БС 15 ] [ ГС 53 ] [ НЛ 47 ]   |
| 757   | Похлебаев Иван Григорьевич                                                             | 23.02.1945            | авиация                            | заместитель командира эскадрильи 101-го гвардейского истребительного авиационного полка 329-й истребительной авиационной дивизии 4-й воздушной армии 2-го Белорусского фронта                                                               | гвардии старший лейтенант                 | 28.03.1917 — 23.02.2000        | [ БС 16 ] [ ГС 54 ] [ НЛ 48 ]   |
| 758   | Поцелуев Иван Николаевич                                                               | 03.06.1944            | пехота                             | командир роты автоматчиков 100-го гвардейского стрелкового полка 35-й гвардейской стрелковой дивизии 8-й гвардейской армии 3-го Украинского фронта                                                                                          | гвардии старший лейтенант                 | 04.01.1916 — 18.02.2000        | [ БС 16 ] [ ГС 55 ] [ НЛ 49 ]   |
| 759   | Почивалин Николай Михайлович                                                           | 15.05.1946            | морской флот                       | наводчик противотанкового ружья 144-го отдельного батальона морской пехоты 83-й отдельной морской стрелковой бригады 46-й армии 2-го Украинского фронта                                                                                     | красноармеец                              | 14.07.1926 — 10.04.1987        | [ БС 16 ] [ ГС 56 ] [ НЛ 50 ]   |
| 760   | Почтарёв Николай Иванович укр. Почтарьов Микола Іванович                               | 10.01.1944            | артиллерия                         | наводчик миномёта 569-го стрелкового полка 161-й стрелковой дивизии 40-й армии Воронежского фронта | старший сержант                           | 29.11.1923 — 15.11.1990        | [ БС 16 ] [ ГС 57 ] [ НЛ 51 ]   |
| 761   | Почтарёв Тимофей Алексеевич бел. Пачтароў Цімафей Аляксеевіч                           | 14.09.1945            | морской флот                       | офицер-оператор по береговой артиллерии штаба береговой обороны Петропавловской военно-морской базы Тихоокеанского флота | майор                                     | 03.11.1913 — 18.09.1992        | [ БС 16 ] [ ГС 58 ] [ НЛ 52 ]   |
| 762   | Почукалин Пётр Яковлевич                                                               | 29.06.1945            | пехота                             | командир батальона 224-го стрелкового полка 162-й стрелковой дивизии 70-й армии 2-го Белорусского фронта | капитан                                   | 02.07.1915 — 30.12.1983        | [ БС 17 ] [ ГС 59 ] [ НЛ 53 ]   |
| 763   | Пошивальников Степан Демьянович (Пошевальников Степан Демьянович)                      | 01.07.1944            | авиация                            | командир эскадрильи 800-го штурмового авиационного полка 292-й штурмовой авиационной дивизии 1-го штурмового авиационного корпуса 5-й воздушной армии 2-го Украинского фронта                                                               | капитан                                   | 17.08.1919 — 25.08.1944        | [ БС 18 ] [ ГС 60 ] [ НЛ 54 ]   |
| 764   | Поштаренко Яков Тимофеевич укр. Поштаренко Яків Тимофійович                            | 15.15.1946            | инженер                            | командир отделения 420-го отдельного сапёрного батальона 252-й стрелковой дивизии 46-й армии 2-го Украинского фронта | сержант                                   | 26.11.1904 — 14.04.1977        | [ БС 18 ] [ ГС 61 ] [ НЛ 55 ]   |
| 765   | Поющев Алексей Иванович                                                                | 18.08.1945            | авиация                            | командир эскадрильи 118-го гвардейского штурмового авиационного полка 225-й штурмовой авиационной дивизии 15-й воздушной армии 2-го Прибалтийского фронта                                                                                   | гвардии капитан                           | 23.03.1923 — 22.09.1944        | [ БС 18 ] [ ГС 62 ] [ НЛ 56 ]   |
| 766   | Поярков Владимир Александрович                                                         | 09.10.1943            | артиллерия                         | командир батареи 111-го гвардейского гаубичного артиллерийского полка РГК в составе 40-й армии Воронежского фронта | гвардии старший лейтенант                 | 01.02.1920 — 10.09.1955        | [ БС 18 ] [ ГС 63 ] [ НЛ 57 ]   |
| 767   | Правик Владимир Павлович укр. Правик Володимир Павлович                                | 25.09.1986            | МВД                                | начальник караула 2-й военизированной пожарной части Управления внутренних дел Киевского облисполкома по охране Чернобыльской атомной электростанции                                                                                        | лейтенант внутренней службы               | 13.06.1962 — 11.05.1986        | ——                              |
| 768   | Прасолов Михаил Васильевич (Просолов Михаил Васильевич)                                | 09.02.1944            | артиллерия                         | начальник артиллерии 794-го стрелкового полка 232-й стрелковой дивизии 38-й армии Воронежского фронта | старший лейтенант                         | 06.10.1921 — 22.11.1943        | [ БС 18 ] [ ГС 65 ] [ НЛ 58 ]   |
| 769   | Преображенский Георгий Николаевич                                                      | 16.05.1944            | пехота                             | командир 227-й стрелковой дивизии Отдельной Приморской армии | полковник                                 | 01.12.1897 — 19.03.1958        | [ БС 18 ] [ ГС 66 ] [ НЛ 59 ]   |
| 770   | Преображенский Евгений Николаевич                                                      | 13.08.1941            | авиация                            | командир 1-го минно-торпедного авиационного полка 8-й бомбардировочной авиационной бригады ВВС Балтийского флота | полковник                                 | 22.06.1909 — 29.10.1963        | ——                              |
| 771   | Пресняков Александр Васильевич                                                         | 22.07.1944            | авиация                            | командир звена 1-го гвардейского минно-торпедного авиационного полка 8-й минно-торпедной авиационной дивизии ВВС Балтийского флота | гвардии старший лейтенант                 | 14.10.1919 — 27.04.2010        | [ БС 20 ] [ ГС 68 ] [ НЛ 60 ]   |
| 772   | Пресняков Иван Васильевич                                                              | 10.01.1944            | артиллерия                         | командир миномётного расчёта 569-го стрелкового полка 161-й стрелковой дивизии 40-й армии Воронежского фронта | старший сержант                           | 25.11.1916 — 07.03.1988        | [ БС 20 ] [ ГС 69 ] [ НЛ 61 ]   |
| 773   | Прибылов Николай Анисимович                                                            | 29.06.1945            | авиация                            | командир звена 672-го штурмового авиационного полка 306-й штурмовой авиационной дивизии 10-го штурмового авиационного корпуса 17-й воздушной армии 3-го Украинского фронта                                                                  | старший лейтенант                         | 30.10.1921 — 17.12.2012        | [ БС 20 ] [ ГС 70 ] [ НЛ 62 ]   |
| 774   | Привалов Дмитрий Карпович                                                              | 23.10.1943            | пехота                             | командир отделения взвода пешей разведки 957-го стрелкового полка 309-й стрелковой дивизии 40-й армии Воронежского фронта | старшина                                  | 1908 — 01.11.1943              | [ БС 20 ] [ ГС 71 ] [ НЛ 63 ]   |
| 775   | Привалов Иван Михайлович                                                               | 13.09.1944            | артиллерия                         | командир артиллерийской батареи 933-го стрелкового полка 254-й стрелковой дивизии 52-й армии 2-го Украинского фронта | старший лейтенант                         | 1921 — 29.04.1944              | [ БС 20 ] [ ГС 72 ] [ НЛ 64 ]   |
| 776   | Пригара Александр Яковлевич (Пригора Александр Яковлевич)                              | 16.05.1944            | пехота                             | автоматчик 164-го гвардейского стрелкового полка 55-й гвардейской стрелковой дивизии 56-й армии Северо-Кавказского фронта | гвардии красноармеец                      | 12.04.1912 — 17.05.1972        | [ БС 20 ] [ ГС 73 ] [ НЛ 65 ]   |
| 777   | Приглебов Алексей Васильевич                                                           | 22.02.1943            | пехота                             | командир роты автоматчиков 230-го гвардейского стрелкового полка 80-й гвардейской стрелковой дивизии 4-й гвардейской армии Степного фронта                                                                                                  | гвардии лейтенант                         | 06.03.1914 — 06.10.1943        | [ БС 20 ] [ ГС 74 ] [ НЛ 66 ]   |
| 778   | Приказчиков Алексей Лукич                                                              | 01.05.1943            | авиация                            | командир эскадрильи 42-го гвардейского истребительного авиационного полка 216-й смешанной авиационной дивизии 4-й воздушной армии Северо-Кавказского фронта                                                                                 | гвардии капитан                           | 28.02.1917 — 25.09.1943        | [ БС 20 ] [ ГС 75 ] [ НЛ 67 ]   |
| 779   | Прилепа Пётр Карпович                                                                  | 22.02.1944            | пехота                             | командир роты 1118-го стрелкового полка 333-й стрелковой дивизии 6-й армии 3-го Украинского фронта | лейтенант                                 | 22.06.1914 — 27.11.1943        | [ БС 20 ] [ ГС 76 ] [ НЛ 68 ]   |
| 780   | Примак Николай Алексеевич (Приймак Николай Алексеевич)                                 | 25.10.1943            | пехота                             | пулемётчик 723-го стрелкового полка 395-й стрелковой дивизии 22-го стрелкового корпуса Северо-Кавказского фронта | красноармеец                              | 20.05.1925 — 22.07.1943        | [ БС 21 ] [ ГС 77 ] [ НЛ 69 ]   |
| 781   | Примак Павел Александрович                                                             | 15.01.1944            | пехота                             | пулемётчик 218-го гвардейского стрелкового полка 77-й гвардейской стрелковой дивизии 61-й армии Центрального фронта | гвардии младший сержант                   | 1911 — 27.09.1943              | [ БС 21 ] [ ГС 78 ] [ НЛ 70 ]   |
| 782   | Примакин Иван Васильевич                                                               | 29.06.1945            | авиация                            | командир звена 951-го штурмового авиационного полка 306-й штурмовой авиационной дивизии 10-го штурмового авиационного корпуса 17-й воздушной армии 3-го Украинского фронта                                                                  | лейтенант                                 | 08.11.1923 — 08.11.1982        | [ БС 21 ] [ ГС 79 ] [ НЛ 71 ]   |
| 783   | Примаков Павел Петрович                                                                | 24.03.1945            | пехота                             | командир взвода пешей разведки 325-го стрелкового полка 14-й стрелковой дивизии 14-й армии Карельского фронта | лейтенант                                 | 10.10.1915 — 23.03.1998        | [ БС 21 ] [ ГС 80 ] [ НЛ 72 ]   |
| 784   | Припутнев Василий Степанович                                                           | 29.06.1945            | артиллерия                         | командир батареи 699-го истребительно-противотанкового артиллерийского полка 18-й отдельной истребительно-противотанковой артиллерийской бригады РГК в составе 60-й армии 4-го Украинского фронта                                           | гвардии капитан                           | 22.03.1916 — 22.09.1976        | [ БС 21 ] [ ГС 81 ] [ НЛ 73 ]   |
| 785   | Присекин Тимофей Зотович                                                               | 24.03.1945            | пехота                             | командир отделения 605-го стрелкового полка 132-й стрелковой дивизии 47-й армии 1-го Белорусского фронта | сержант                                   | 25.08.1911 — 19.08.1944        | [ БС 21 ] [ ГС 82 ] [ НЛ 74 ]   |
| 786   | Присягин Николай Алексеевич                                                            | 27.06.1945            | танкист                            | командир танковой роты 229-го танкового полка 70-й механизированной бригады 9-го механизированного корпуса 3-й гвардейской танковой армии 1-го Украинского фронта                                                                           | лейтенант                                 | 28.12.1918 — 06.12.1979        | [ БС 22 ] [ ГС 83 ] [ НЛ 75 ]   |
| 787   | Приходцев Василий Иванович                                                             | 24.05.1944            | танкист                            | командир танка 1-го гвардейского отдельного танкового полка РГК в составе 1-й гвардейской армии 1-го Украинского фронта | гвардии лейтенант                         | 14.02.1921 — 24.06.2001        | [ БС 23 ] [ ГС 84 ] [ НЛ 76 ]   |
| 788   | Приходько Василий Артёмович укр. Приходько Василь Артемович                            | 23.10.1943            | танкист                            | стрелок-радист танка 398-го отдельного танкового батальона 183-й танковой бригады 10-го танкового корпуса 40-й армии Воронежского фронта | красноармеец                              | 03.09.1922 — 10.05.1946        | [ БС 23 ] [ ГС 85 ] [ НЛ 77 ]   |
| 789   | Приходько Геннадий Андреевич укр. Приходько Геннадій Андрійович                        | 15.01.1944            | комиссар                           | комсорг батальона 29-го гвардейского стрелкового полка 12-й гвардейской стрелковой дивизии 61-й армии Центрального фронта | гвардии лейтенант                         | 13.04.1919 — 04.11.1979        | [ БС 23 ] [ ГС 86 ] [ НЛ 78 ]   |
| 790   | Приходько Иван Прокофьевич укр. Приходько Іван Прокофьевіч                             | 27.02.1945            | артиллерия                         | командир орудия 1052-го стрелкового полка 301-й стрелковой дивизии 5-й ударной армии 1-го Белорусского фронта | старшина                                  | 13.11.1910 — 19.10.1984        | [ БС 23 ] [ ГС 87 ] [ НЛ 79 ]   |
| 791   | Приходько Назар Ксенофонтович укр. Приходько Назар Ксенофонтовіч                       | 23.10.1943            | танкист                            | механик-водитель танка 398-го отдельного танкового батальона 183-й танковой бригады 10-го танкового корпуса 40-й армии Воронежского фронта                                                                                                  | красноармеец                              | 14.11.1915 — 16.08.1984        | [ БС 23 ] [ ГС 88 ] [ НЛ 80 ]   |
| 792   | Приходько Николай Тарасович укр. Приходько Микола Тарасович                            | 26.12.1943            | партизан                           | активный участник партизанской борьбы на Украине, разведчик-связной партизанского отряда «Победители» | —                                         | 22.05.1920 — 22.02.1943        | ——                              |
| 793   | Приходько Пётр Сергеевич укр. Приходько Петро Сергійович                               | 23.08.1944            | пехота                             | командир пулемётного взвода 40-го стрелкового полка 102-й стрелковой дивизии 48-й армии 1-го Белорусского фронта | старший сержант                           | 08.11.1918 — 24.06.1944        | [ БС 23 ] [ ГС 90 ] [ НЛ 81 ]   |
| 794   | Приходько Сергей Тихонович укр. Приходько Сергій Тихонович                             | 03.06.1944            | пехота                             | командир пулемётного взвода 149-го гвардейского стрелкового полка 49-й гвардейской стрелковой дивизии 28-й армии 3-го Украинского фронта | гвардии младший лейтенант                 | 17.10.1924 — 19.06.1960        | [ БС 24 ] [ ГС 91 ] [ НЛ 82 ]   |
| 795   | Провалов Константин Иванович                                                           | 25.10.1938            | пехота                             | командир 120-го стрелкового полка 40-й стрелковой дивизии 1-й Краснознамённой армии Дальневосточного фронта | капитан                                   | 11.06.1906 — 10.12.1981        | ——                              |
| 796   | Прованов Григорий Васильевич                                                           | 04.02.1943            | танкист                            | командир 69-й танковой бригады 4-го танкового корпуса Донского фронта | подполковник                              | 25.03.1901 — 05.12.1942        | [ БС 25 ] [ ГС 93 ] [ НЛ 83 ]   |
| 797   | Прокатов Василий Николаевич                                                            | 31.03.1943            | пехота                             | командир отделения 1180-го стрелкового полка 350-й стрелковой дивизии 6-й армии Воронежского фронта | сержант                                   | 28.08.1923 — 14.12.1942        | [ БС 25 ] [ ГС 94 ] [ НЛ 84 ]   |
| 798   | Прокашев Анатолий Фёдорович (Прокашов Анатолий Фёдорович, Прокошев Анатолий Фёдорович) | 28.04.1945            | артиллерия                         | командир орудия 1429-го лёгкого артиллерийского полка 49-й лёгкой артиллерийской бригады 16-й артиллерийской дивизии прорыва РГК в составе 7-й гвардейской армии 2-го Украинского фронта                                                    | старший сержант                           | 16.03.1924 — 29.02.1956        | [ БС 25 ] [ ГС 95 ] [ НЛ 85 ]   |
| 799   | Прокопенко Владимир Прокофьевич укр. Прокопенко Володимир Прокопович                   | 22.02.1944            | инженер                            | командир отделения 17-го отдельного армейского инженерного батальона 53-й армии Степного фронта | старший сержант                           | 05.01.1918 — 05.10.1994        | [ БС 25 ] [ ГС 96 ] [ НЛ 86 ]   |
| 800   | Прокопенко Георгий Николаевич укр. Прокопенко Георгій Миколайович                      | 08.09.1943            | авиация                            | штурман 3-го гвардейского истребительного авиационного полка 235-й истребительной авиационной дивизии 10-го истребительного авиационного корпуса 2-й воздушной армии Воронежского фронта                                                    | гвардии майор                             | 25.04.1914 — 14.07.1944        | [ БС 25 ] [ ГС 97 ] [ НЛ 87 ]   |
| 801   | Прокопенко Григорий Дмитриевич                                                         | 10.01.1944            | артиллерия                         | командир миномётного расчёта 615-го стрелкового полка 167-й стрелковой дивизии 38-й армии 1-го Украинского фронта | красноармеец                              | 31.12.1924 — 22.05.1993        | [ БС 26 ] [ ГС 98 ] [ НЛ 88 ]   |
| 802   | Прокопчик Анатолий Павлович                                                            | 23.10.1943            | артиллерия                         | командир миномётного взвода 957-го стрелкового полка 309-й стрелковой дивизии 40-й армии Воронежского фронта | младший лейтенант                         | 1923 — 28.09.1943              | [ БС 27 ] [ ГС 99 ] [ НЛ 89 ]   |
| 803   | Прокопюк Николай Архипович укр. Прокопюк Микола Архипович                              | 05.11.1944            | нквд                               | активный участник партизанской борьбы на Украине, в Польше и Чехословакии, командир партизанского соединения «Охотники» | подполковник государственной безопасности | 07.06.1902 — 11.06.1975        | ——                              |
| 804   | Прокофьев Виктор Иванович                                                              | 13.11.1943            | пехота                             | командир отделения 465-го стрелкового полка 167-й стрелковой дивизии 38-й армии Воронежского фронта | сержант                                   | 1923 — 1943 (пропал без вести) | [ БС 27 ] [ ГС 101 ] [ НЛ 90 ]  |
| 805   | Прокофьев Владимир Павлович                                                            | 15.05.1946            | авиация                            | помощник штурмана и инструктор по радионавигации 18-го гвардейского бомбардировочного авиационного полка 2-й гвардейской бомбардировочной авиационной дивизии 2-го гвардейского бомбардировочного авиационного корпуса 18-й воздушной армии | гвардии капитан                           | 21.07.1921 — 11.11.1991        | [ БС 27 ] [ ГС 102 ] [ НЛ 91 ]  |
| 806   | Прокофьев Гавриил Михайлович                                                           | 27.06.1937            | авиация                            | штурман самолёта 1-й интернациональной бомбардировочной авиационной эскадрильи ВВС Испанской Республики | старший лейтенант                         | 07.04.1907 — 14.06.1991        | ——                              |
| 807   | Прокофьев Тимофей Ильич                                                                | 20.04.1945            | морской флот                       | стрелок 384-го отдельного батальона морской пехоты Одесской военно-морской базы Черноморского флота | краснофлотец                              | 02.02.1913 — 26.03.1944        | [ БС 27 ] [ ГС 104 ] [ НЛ 92 ]  |
| 808   | Прокофьев Фёдор Васильевич                                                             | 21.03.1940            | танкист                            | командир танка 28-го отдельного танкового полка 7-й армии Северо-Западного фронта | младший комвзвод                          | 25.05.1915 — 18.01.1994        | [ БС 27 ] [ ГС 105 ] [ НЛ 93 ]  |
| 809   | Прокудин Алексей Николаевич                                                            | 19.08.1944            | авиация                            | штурман звена 108-го авиационного полка 36-й авиационной дивизии 8-го авиационного корпуса Авиации дальнего действия | капитан                                   | 30.09.1915 — 20.12.1989        | [ БС 28 ] [ ГС 106 ] [ НЛ 94 ]  |
| 810   | Пронин Василий Дмитриевич                                                              | 10.04.1945            | танкист                            | командир взвода 124-го отдельного танкового полка 52-й армии 1-го Украинского фронта | лейтенант                                 | 10.07.1921 — 19.03.2002        | [ БС 29 ] [ ГС 107 ] [ НЛ 95 ]  |
| 811   | Пронин Иван Васильевич                                                                 | 28.04.1945            | артиллерия                         | командир орудия 1429-го лёгкого артиллерийского полка 49-й лёгкой артиллерийской бригады 16-й артиллерийской дивизии прорыва РГК в составе 7-й гвардейской армии 2-го Украинского фронта                                                    | сержант                                   | 10.07.1925 — 23.03.1992        | [ БС 29 ] [ ГС 108 ] [ НЛ 96 ]  |
| 812   | Пронин Константин Никанорович                                                          | 29.06.1945            | комиссар                           | заместитель по политической части командира батальона 250-го гвардейского стрелкового полка 83-й гвардейской стрелковой дивизии 11-й гвардейской армии 3-го Белорусского фронта                                                             | гвардии капитан                           | 15.06.1917 — 21.11.1980        | [ БС 29 ] [ ГС 109 ] [ НЛ 97 ]  |
| 813   | Пронин Михаил Андреевич                                                                | 19.04.1945            | генерал                            | командир 16-й гвардейской стрелковой дивизии 11-й гвардейской армии 3-го Белорусского фронта | гвардии генерал-майор                     | 01.10.1892 — 26.11.1978        | [ БС 29 ] [ ГС 110 ] [ НЛ 98 ]  |
| 814   | Просандеев Иван Климентьевич                                                           | 15.05.1946            | авиация                            | командир эскадрильи 91-го гвардейского штурмового авиационного полка 4-й гвардейской штурмовой авиационной дивизии 5-го штурмового авиационного корпуса 5-й воздушной армии 2-го Украинского фронта                                         | гвардии капитан                           | 06.05.1915 — 25.06.1997        | [ БС 29 ] [ ГС 111 ] [ НЛ 99 ]  |
| 815   | Просветов Пётр Данилович                                                               | 29.06.1945            | авиация                            | штурман эскадрильи 23-го гвардейского авиационного полка 53-й авиационной дивизии 4-го гвардейского авиационного корпуса Авиации дальнего действия                                                                                          | гвардии старший лейтенант                 | 19.08.1917 — 26.10.1993        | [ БС 29 ] [ ГС 112 ] [ НЛ 100 ] |
| 816   | Просвирнин Михаил Андреевич                                                            | 03.06.1944            | инженер                            | командир сапёрного отделения 7-й гвардейской механизированной бригады 3-го гвардейского механизированного корпуса 47-й армии Воронежского фронта                                                                                            | гвардии сержант                           | 26.07.1912 — 05.09.1973        | [ БС 30 ] [ ГС 113 ] [ НЛ 101 ] |
| 817   | Просвирнов Михаил Алексеевич                                                           | 15.05.1946            | авиация                            | командир эскадрильи 175-го гвардейского штурмового авиационного полка 11-й гвардейской штурмовой авиационной дивизии 16-й воздушной армии 1-го Белорусского фронта                                                                          | гвардии капитан                           | 17.02.1918 — 07.02.1981        | [ БС 31 ] [ ГС 114 ] [ НЛ 102 ] |
| 818   | Проскурин Яков Михайлович                                                              | 17.10.1943            | пехота                             | командир отделения 705-го стрелкового полка 121-й стрелковой дивизии 60-й армии Центрального фронта | сержант                                   | 03.01.1904 — 25.08.1953        | [ БС 31 ] [ ГС 115 ] [ НЛ 103 ] |
| 819   | Проскуров Иван Иосифович укр. Проскуров Іван Йосипович                                 | 21.06.1937            | авиация                            | командир 1-й интернациональной бомбардировочной эскадрильи ВВС Испанской Республики | майор                                     | 18.02.1907 — 28.10.1941        | ——                              |
| 820   | Проскуряков Иван Герасимович                                                           | 27.02.1945            | пехота                             | командир взвода автоматчиков 369-го гвардейского самоходного артиллерийского полка 9-го гвардейского танкового корпуса 2-й гвардейской танковой армии 1-го Белорусского фронта                                                              | гвардии лейтенант                         | 24.06.1923 — 28.04.2003        | [ БС 31 ] [ ГС 117 ] [ НЛ 104 ] |
| 821   | Просолов Иван Васильевич укр. Просолов Іван Васильович                                 | 29.08.1938            | танкист                            | механик-водитель танка БТ-5 11-й танковой бригады 1-й армейской группы | младший комвзвод                          | 19.10.1916 — 27.04.1959        | ——                              |

| Навигационная таблица | Навигационная таблица                 |
| --------------------- | ------------------------------------- |
| «П»                   | Павкин Иван — Пантелеев Лев           |
| «П»                   | Пантелькин Анатолий — Перелёт Алексей |
| «П»                   | Перепелица Александр — Петрушин Иван  |
| «П»                   | Петрюк Василий — Плетенской Павел     |
| «П»                   | Плетнёв Пётр — Половинкин Александр   |
| «П»                   | Половинкин Валентин — Попов Николай   |
| «П»                   | Попов Павел — Просолов Иван           |
| «П»                   | Просяник Емельян — Пятяри Иван        |